# Мельниця-Подільська

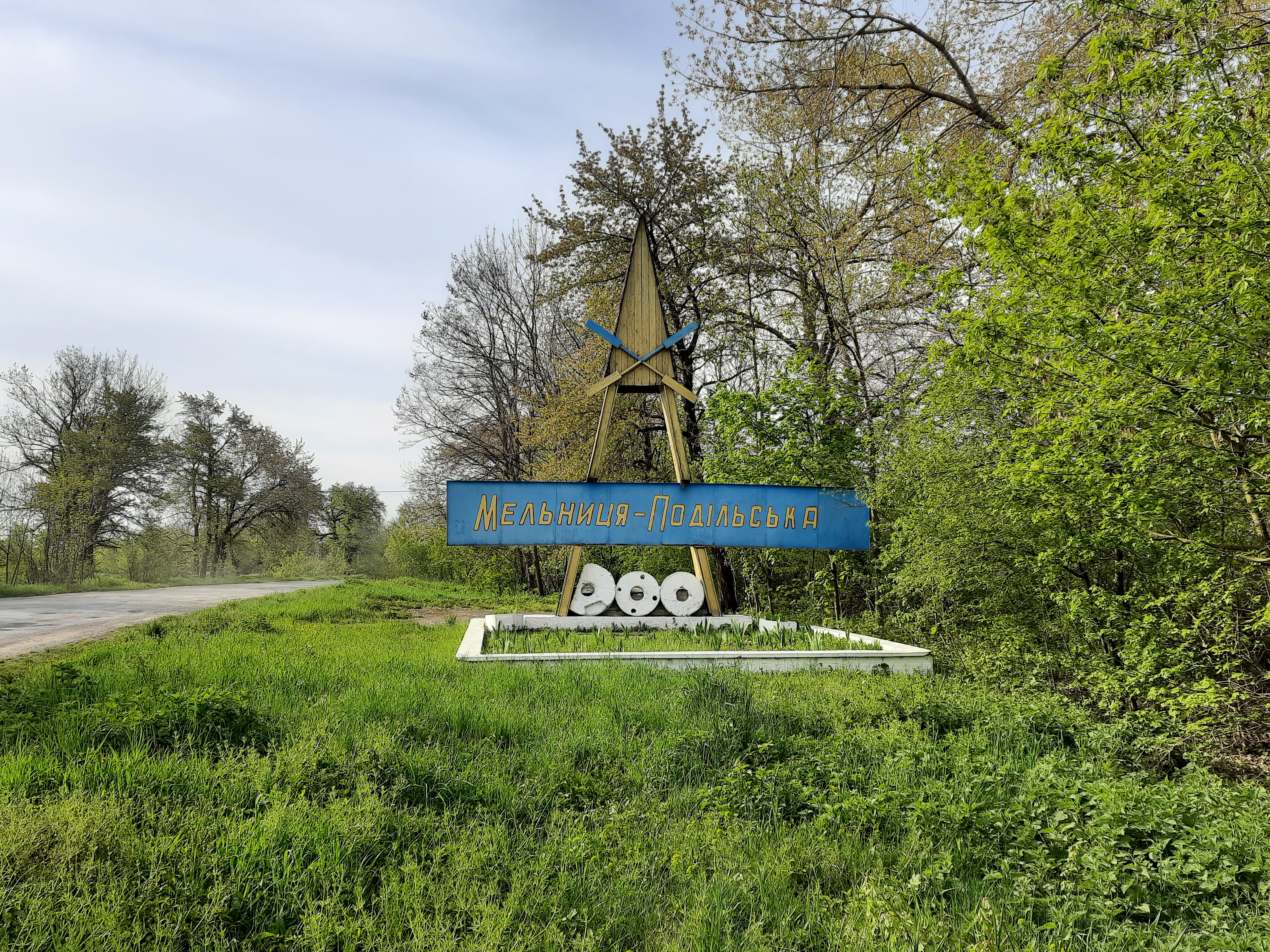
Знак при в'їзді в селище

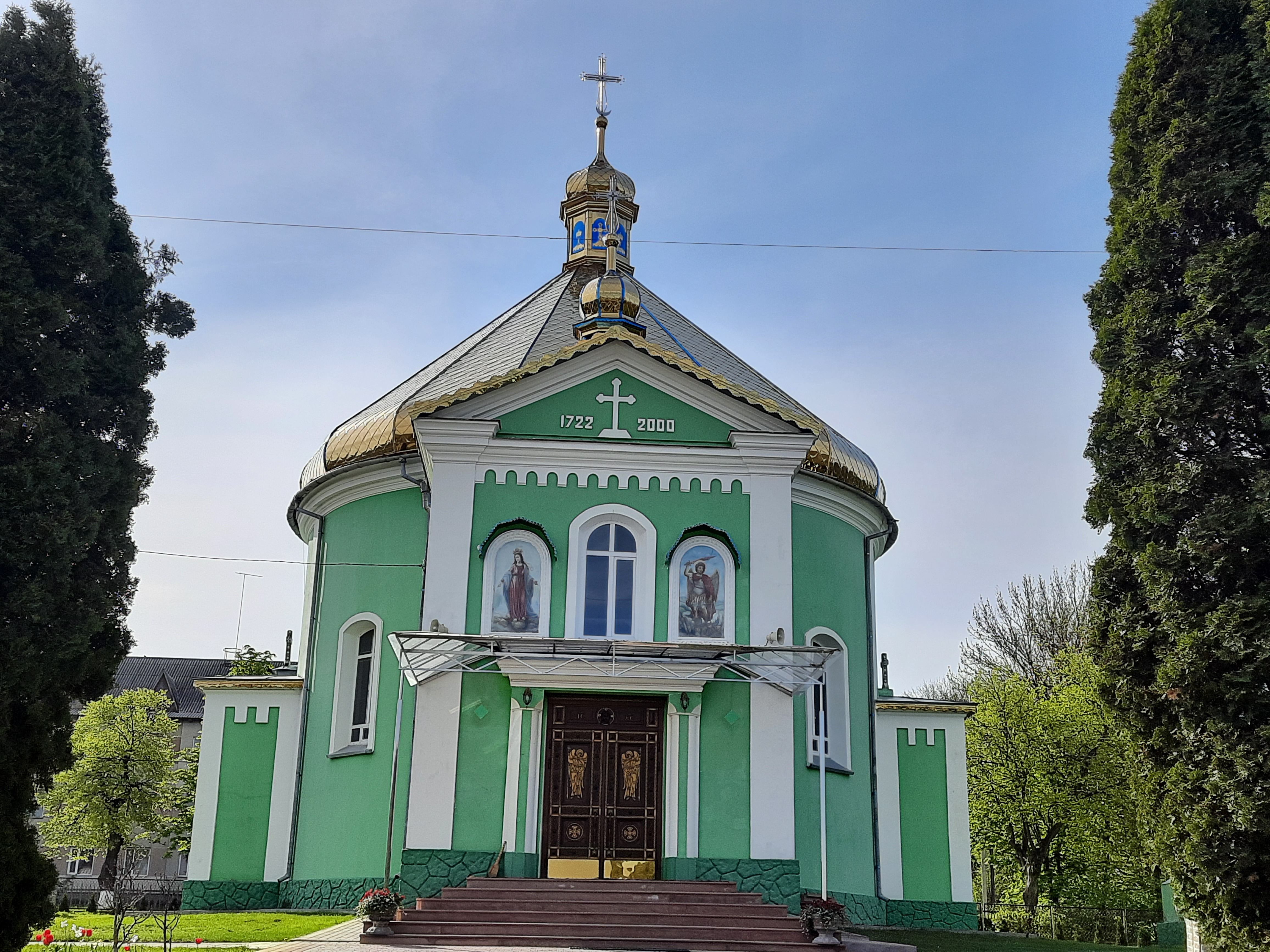
Церква Святого Михаїла

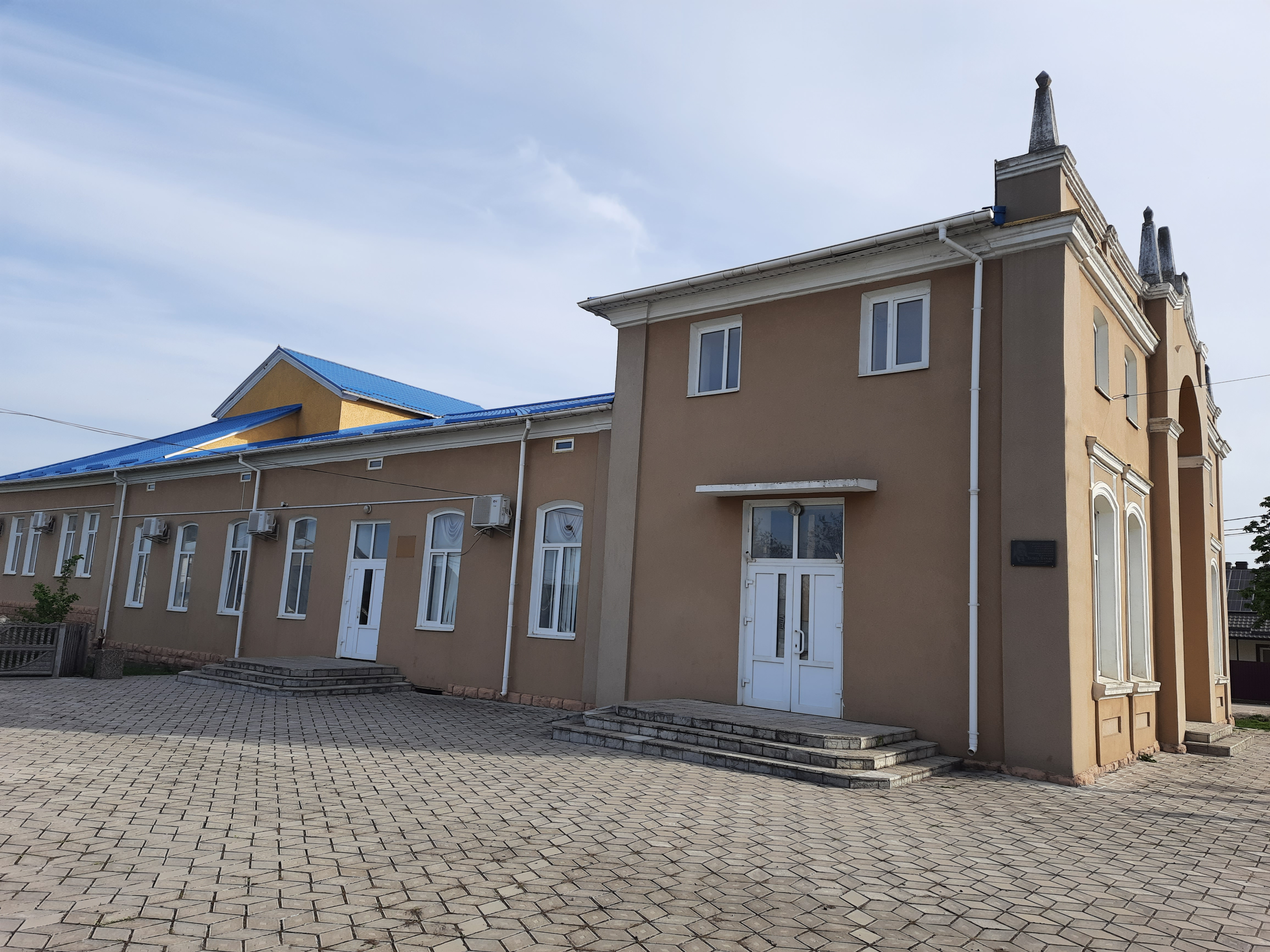
Будинок культури

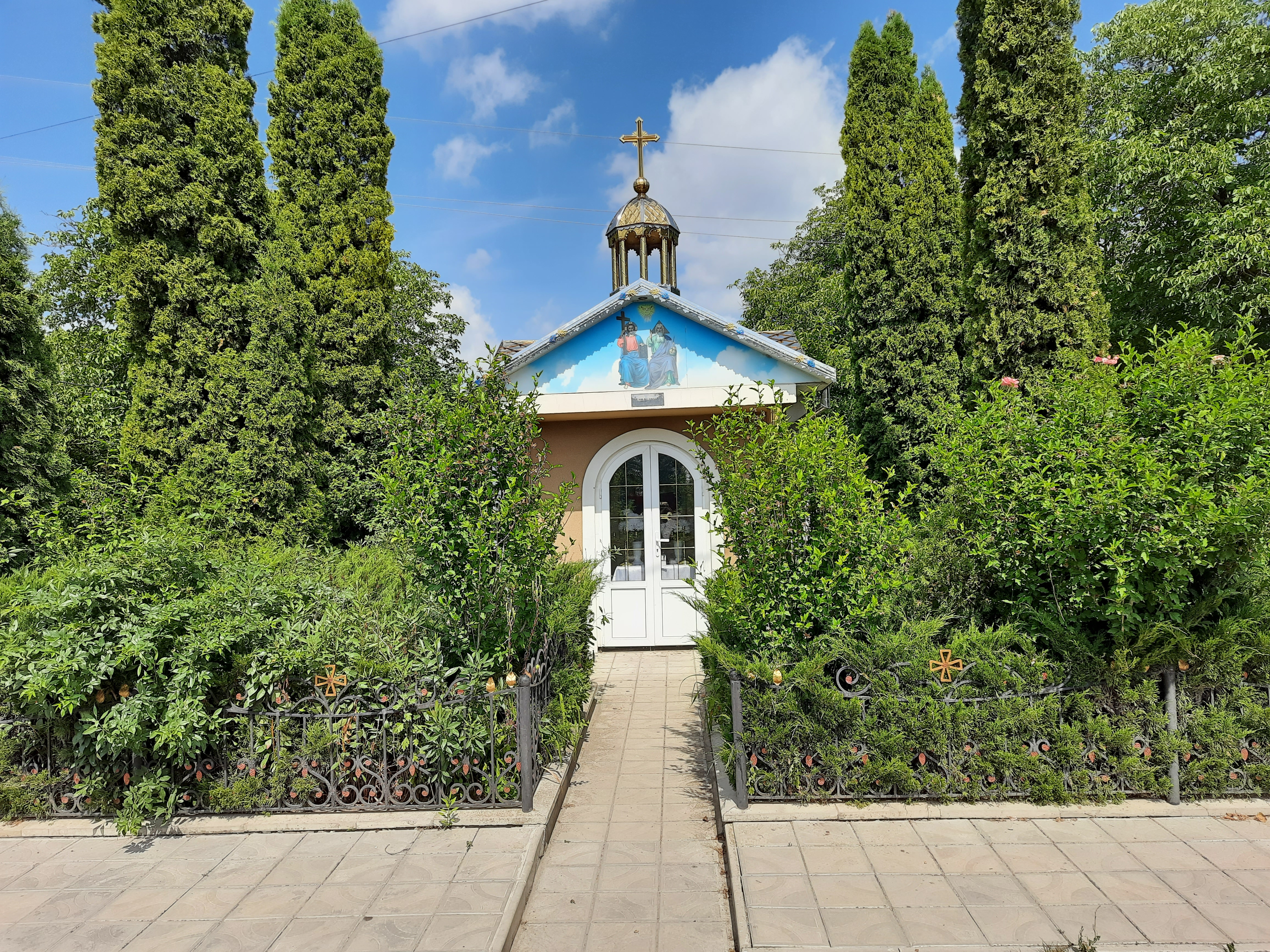
Капличка

Ме́льниця-Поді́льська (До 1940 — Мельниця-над-Дністром, серед місцевих мешканців ширше вживається скорочена назва Мельниця) — село в Чортківському районі Тернопільської області.
Було центром селищної ради, якій підпорядковувалося село Зелена. До Мельниці-Подільської приєднано хутори Борисівка, Гай, Левада, Оленівка. Від вересня 2015 року — центр Мельнице-Подільської селищної громади.
Розташоване на лівому березі річки Дністер.
Населення — 3720 осіб (2017). Відстань до Тернополя — 131 км.

## Назва
Під назвою Ме́льниця-над-Дністро́м відома з XVII століття як володіння магнатів Лянцкоронських. Тут на схилах, неподалік від Дністра, ще в давні часи були вітряні млини́ (мельниці). Ще й нині місце, де вони стояли, називають Млинівкою. Звідси іменна частина складного топоніма (перенесення номенклатурного терміна Поді́льська на поселення — на відрізнення від інших Мельниць.

## Географія
Селище розташоване на відстані 374 км від Києва, 113 км — від обласного центру міста Тернополя та 24 км від міста Борщів.
Сусідні населені пункти:
Селище складається з таких історичних частин, кутків та хуторів:
- Селисько
- Цапівка
- Бросівка (Борисівка)
- Мазурівка
- Замчище
- Діброва

## Історія

### Археологічні знахідки
Поблизу Мельниці-Подільської виявлено археологічні пам'ятки пізнього палеоліту, трипільської, голіградської, черняхівської і празької культур.
Пізньопалеолітична пам'ятка — археологічний пункт Мельниця-Подільська-І — розташована за 500 м на південь від селища, на високому лівому березі Дністра, на городах біля лісопосадки і шосейної дороги. Знайдено нуклеуси і сколи із незначною патиною. Попередньо віднесено до періоду пізнього палеоліту.
1878 — пастушки в околицях Мельниці знайшли золотий скарб, який складався з кутих із золота корони та брошок. На думку тогочасних вчених, корона могла належати перському царю Киру Великому (530 до н. е.). Скарб придбав граф Володимир Дідушицький.
Археологічні розкопки свідчать, що територію сучасної Мельниці та її околиць люди почали заселяти з урочища Гончарівка (Левада), де виявлено поселення трипільської культури. Розкопано залишки наземних жител, а в
урочищі Нове Поле — залишки слов'янського поселення 6–7 століть.

### Давні часи
Перша писемна згадка під назвою Ме́льниця на поч.— початок 12 ст., у зв'язку з будівництвом замку. Фортецю спорудили на горбі, важкодоступному із півдня, заходу та півночі. Вище від укріплення стояла дерев'яна церква, біля неї був цвинтар, який частково зберігся донині. Замок і храм татари неодноразово руйнували, але їх відбудовували місцеві жителі. Цю територію донині називають «На замчищі». Високий берег Дністра під охороною замку був
зручним місцем для будівництва вітрових млинів і заселення цієї території.
Від 1362 — власність литовських князів Корятовичів, від кінця 16 ст. — Лянцкоронських, від 18 ст. — Дунін-Борковських.
1615, 1672 — селище зазнало руйнівних нападів татар.
1648 — замок у Мельниці взяли козаки під проводом Максима Кривоноса.
1744 — загін опришків Олекси Довбуша розгромив у Мельниці-Подільській маєток Лянцкоронського.
11 січня 1767 — на прохання тогочасного власника Францішка Лянцкоронського король Станіслав Август своїм привілеєм надав Мельниці статус містечка і Магдебурзьке право з правом проведення 24 ярмарків на рік.
Наприкінці 18 ст. Барбара Лянцкоронська внесла Мельницю як посаг Юрію Дунін-Борковському (гербу «Лебідь»).
У 2-й половині 19 ст. граф Мечислав Дунін-Борковський побудував в Мельниці великий палац, який існував до 1939. Також із кінця 18 ст. тут був класичний двір Дунін-Борковських.
У володінні Дунін-Борковських Мельниця була до 1939. Останнім власником був граф Генрик Дунін-Борковський (1942 його заарештувало гестапо).

### Австрійський період
Від 1772 — повітове місто Заліщицького округу, від 1867 — містечко Борщівського повіту.
У 1860-х рр. містечко мало власну печатку з гербом: хлібний сніп, у який устромлені навхрест вила, коса, ціп та граблі, а вгорі — серп.

### Перша світова війна і Українська революція
Під час Першої світової війни біля Мельниці пролягала від Дністра до Збруча військова фронтова лінія. Тоді ж унаслідок воєнних дій знищено парк і палац ґрафа Борковського, інші будівлі.
У червні 1916 на околиці Мельниці-Подільської відбувся бій між російськими й австрійськими військами. Загинули близько 20 тис. осіб.
У Леґіоні УСС воювали мельничани Юрко Касінчук і Микола Ковальчук.
Коли створили УГА, у містечку в цю армію записували унтер Микола Гарбулінський, Іван і Гнат Николюки та Федір Тимочковий. Серед тих, хто пішов захищати ЗУНР, були жителі Мельниці — Петро Блищук, Михайло Гаврилюк, Павло Гарбелінський, Василь Грабець, Никифор Подольчук, Іван Шевчук та Петро Якубовський.

### Міжвоєнний період
Від липня 1920 — під владою Польщі. За тодішнім адміністративний поділом було центром ґміни Борщівського повіту Тернопільського воєводства.
1 квітня 1934 — Мельниця отримала статус міста.
1935 — внаслідок пожежі згоріли десятки будинків.
Згідно зі шематизмом Станиславівської єпархії 1938 року, у Мельниці-Подільській було 2200 греко-католиків, 1200 римо-католиків (з колонією), 1800 євреїв. Діяла 7-класова мішана школа, з польською мовою викладання. При церкві діяли «Брацтво церковне звичайне» і «Брацтво Апостольства Молитви» (разом 160 членів).
Діяли товариства «Просвіта», «Луг», «Сільський господар», «Рідна школа» тощо, кооперативи.
У містечку була велика єврейська громада.

### Друга світова війна
17 вересня 1939 у Мельницю-Подільську вступила Червона армія.
В січні 1940 створено Мельниці-Подільський район (існував до 1962, коли містечко перейшло у підпорядкування Борщівського району).
Від 8 липня 1941 до 6 квітня 1944 — під німецько-нацистською окупацією.
У вересні 1942 гітлерівці провели акцію ліквідації євреїв.

### Повоєнний період
1960 — Мельниці-Подільській надано статус селища міського типу.
З 24 серпня 1991 року село входить до складу незалежної України.
До 2015 року було адміністративним центром Мельнице-Подільської селищної ради.
12 червня 2020 року, відповідно до розпорядження Кабінету Міністрів України № 724-р «Про визначення адміністративних центрів та затвердження територій територіальних громад Тернопільської області» увійшло в склад Мельнице-Подільської селищної громади.
19 липня 2020 року, в результаті адміністративно-територіальної реформи та ліквідації Борщівського району, село увійшлоа до складу новоутвореного Чортківського району.

## Населення
Згідно з переписом населення 2001 року рідною мовою назвали:
| Мова       | Відсоток |
| ---------- | -------- |
| українська | 99,04 %  |
| російська  | 0,83 %   |
| вірменська | 0,05 %   |
| угорська   | 0,03 %   |
| молдовська | 0,03 %   |

## Пам'ятки

Пам'ятник Тарасові Шевченку

Є церква святого архістратига Михаїла (1722, мурована, реставрована 1989); каплиця; капличка (1994).
У сквері в центрі селища — братська могила 290 радянських вояків, які загинули 1944, з пам'ятником (скульптура солдата на прямокутному постаменті, 1953). На могилі — три плити з чорного мармуру з написом на центральній:

| «Здесь похоронен Герой Советского Союза рядовой Митяшкин Аким Гаврилович и офицеры» [8]. | На лівій плиті — 76 прізвищ, на правій — 39. Є напис: 
| «Кроме этого, в этой могиле похоронено 97 воинов, чьи фамилии не установлены...» |
У центрі містечка також встановлено хреста з написом:

| «На цьому місці 10.02.1946 р. НКВС через повішання стратили члена ОУН, районного провідника УПА із с. Трубчин Качнівського Антона. Вічна йому пам'ять. Слава Україні! Героям слава!»[9] |.
Пам'ятники односельцям, полеглим у німецько-радянській війні (1957), Тарасу Шевченку (1995), пам'ятні хрести на честь скасування панщини (1990) і жертв сталінських репресій (1991), символічна могила УСС, пам'ятні хрести козацьких часів.
Пам'ятка природи — залишки старого парку («Ясен Генріха Борковського» — близько 300 років, біла тополя — 200 років, береза — понад 100 років. Поблизу селища — пам'ятка природи «Дуби-брати тристовбурні».
Пам'ятник Т. Шевченку
Щойновиявлена пам'ятка монументального мистецтва.
Встановлений 1995 року. Архітектор — В. Бабій.
Скульптура — бронза, постамент — камінь, цегла. Скульптура — 3,4 м, постамент — 1,3 м.

### Некрополі
У Мельниці-Подільській збереглися цвинтарі:
- два єврейських кладовища (Мазурівка)
- римо-католицький цвинтар з гробницею Дунін-Борковських.
- козацькі поховання (Замчище)
- греко-католицький цвинтар (Цапівка)
- новий цвинтар.

На новому цвинтарі похований письменник і педагог Іван Гермаківський.

## Соціально-виробнича сфера

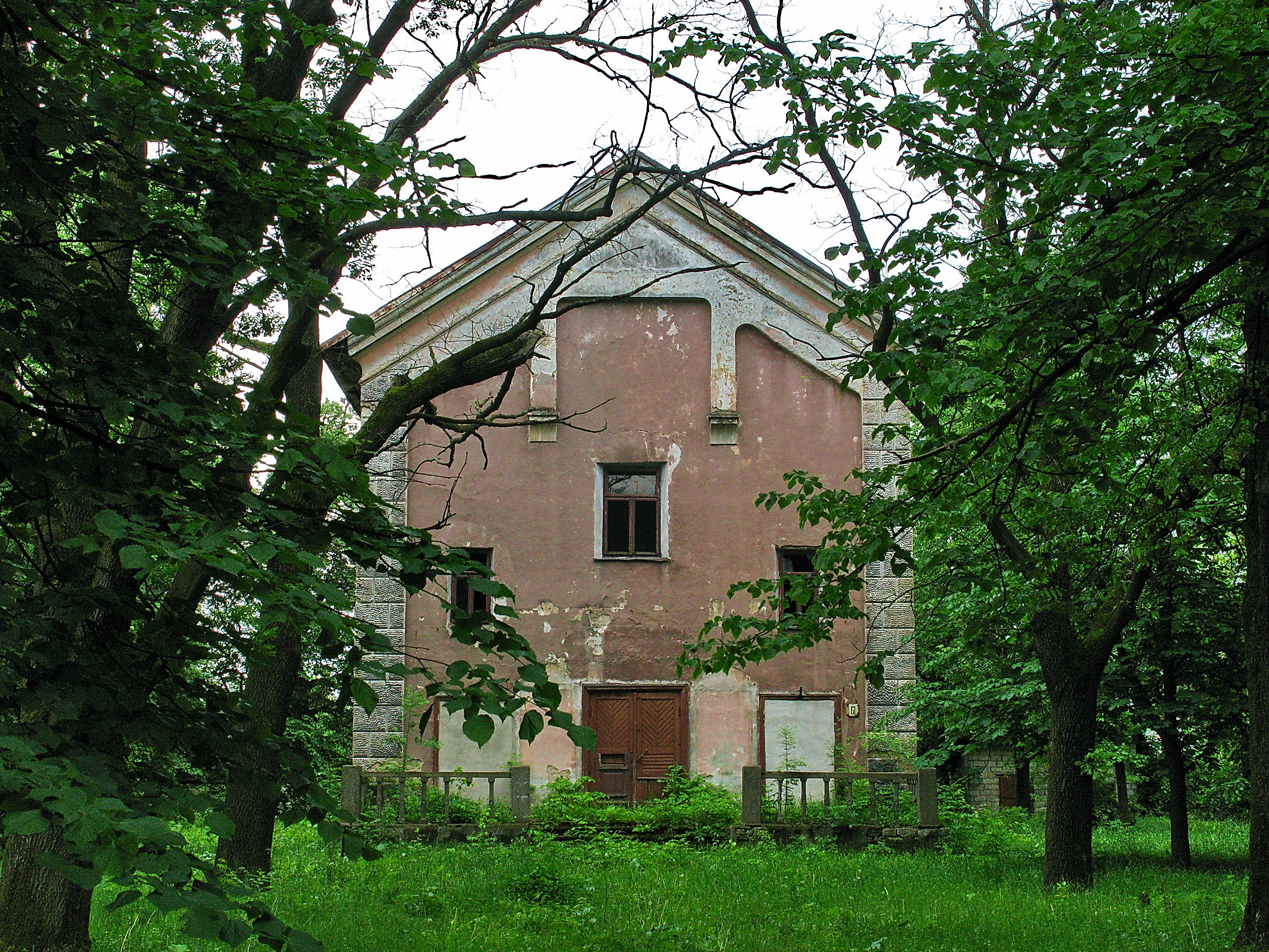
Костел

Діють загальноосвітня школа І-ІІІ ступеня, Будинок культури, Будинок дитячої творчості, дві бібліотеки, дошкільний заклад, музична школа, дільнична лікарня, поліклініка, аптека, самодіяльний оркестр старовинних народних інструментів, н.-д. станція ВО «Тютюн», фабрика «Світанок», фермерське господарство.

### Мельнице-Подільська бібліотека-філія
У селищі діє Мельнице-Подільська бібліотека. Фундамент її створення було засновано у 1892 році, коли була створена читальня «Просвіта». В 1908 році нараховувалось 120 членів читальні, а книг було лише 60. Головою «Просвіти» був отець Капустинський. При читальні діяли хоровий і драматичний гуртки. Театральним гуртком керували Іван Левадний та Василь Болехівський, хором — церковний дяк.
Першим бібліотекарем при «Просвіті» в 1938 році був Петро Вонсул, касиром — Микола Тучак, господарем — Гнат Гарболінський. В роки І Світової війни читальня не працювала, а відновила роботу в 1921 році. З 1944 році у селищі Мельниця-Подільська працює бібліотека для дорослих. Найдовше її очолювала Марія Павлівна Довганик. Ветеранами бібліотечної справи є: Рудковська М.М, Сухецька-Крива М. Т., Сухецька Н., Василюк Г.
З 1990 року Мельнице-Подільською бібліотекою-філією завідує Ларіоник Н. П. Бібліотекарями дорослої бібліотеки працюють Цибульська О. М., Панчук М. В. Книжковий фонд бібліотеки для дорослих становить 24 тисячі примірників.
У цьому ж приміщенні функціонує і бібліотека для дітей яка бере свій початок з 1949 року, найдовше її очолювала Багацька Л. В. На сьогоднішній день тут працюють Костюк І. І. та Дуткевич О. Б. Книжковий фонд становить 12 тисяч примірників.
Загальна площа приміщення обох бібліотек становить 506 метрів квадратних.
Усі працівники бібліотеки беруть активну участь в організації культурно-масових заходів, що проводяться в селищі Мельниця-Подільська.
Також з 2011 року у бібліотеці для дорослих відкрито інтернет-центр «Бібліоміст» засновниками якого є Білл та Мелінда Ґейтс, це нововведення суттєво пожвавило роботу Мельнице-Подільської бібліотеки-філії, дало їй ширший спектр послуг та підняло бібліотеку на новий рівень інформаційних технологій.

## Відомі люди

### Народилися
Микола Юречко -громадський діяч, дисидент.
- Олександр Андрейків — вчений-механік,
- Петро Андруник (1982—2014) — герой АТО
- Валерій Бондар — український художник і графік
- Петро Касінчук — український громадсько-політичний діяч
- Владислав Каськів — український політик
- Ярослава Колодій (1911—1978) — український музикознавець, бібліограф, педагог
- Антін Кривецький — український актор і режисер
- Мар'ян Нікодемович — архітектор,
- М. Пішковський — історик літератури,
- Тимочків Павло Михайлович (* 1938) — лікар, кандидат медичних наук, заслужений лікар Української РСР.
- Тріпник Михайло Павлович — український військовик, учасник російсько-української війни[12].

### Навчалися
- у 1969—1971 — Шавловський Григорій Степанович, український науковець у галузі судової медицини, криміналіст.
- доктори наук Л. Балан, В. Біляєв
- вчений-філософ С. Вовк

### Працювали
- письменник, журналіст, Іван Гермаківський,
- музичний діяч Василь Зуляк,
- письменник, журналіст Петро Ковальчук

Душпастирював церковно-громадський діяч отець Олександр Капустинський.
Поховані:
- Гермаківський Іван Михайлович — український журналіст, письменник, фольклорист.